# تامير كوهين
تامير كوهين (بالعبرية: תמיר כהן‏) (مواليد 4 مارس 1984 في تل أبيب - إسرائيل) لاعب كرة قدم إسرائيلي يلعب حاليا لصالح نادي الدرجة الممتازة بولتون واندررز الإنجليزي منذ 2008 في مركز الوسط المحوري .

## مسيرته الكروية
لعب تامير كوهين خلال مسيرته الاحترافية مع 5 أندية في أربعة عشر موسمًا وسجل خلالها 15 هدفًا ضمن 195 مباراة. حيث فاز في موسم واحد بالكأس وفي موسم واحد بالدوري.
خاض تامير كوهين مسيرته مع نادي مكابي تل أبيب في موسم 2002–03 ليلعب معه خمسة مواسم، مشاركًا في 81 مباراة سجل خلالها 4 أهداف. ثم انتقل إلى نادي مكابي نتانيا في موسم 2006–07 ولمدة موسمين، حيث شارك في 27 مباراة سجل خلالها هدفين. لينتقل بعدها إلى نادي بولتون واندررز في موسم 2007–08 ليلعب معه أربعة مواسم، مشاركًا في 49 مباراة سجل خلالها 6 أهداف. ثم انتقل إلى نادي مكابي حيفا في موسم 2011–12 ولمدة موسمين، مشاركًا في 17 مباراة ولم يسجل أي هدف. هذا وانتقل لاحقًا إلى Hapoel Ra'anana A.F.C. ‏ في موسم 2013–14 لمدة موسم واحد، مشاركًا في 21 مباراة سجل خلالها 3 أهداف.

## روابط خارجية
- تامير كوهين على موقع قاعدة بيانات كرة القدم.إي يو (الإنجليزية)
- تامير كوهين على موقع ناشيونال فوتبول تيمز (الإنجليزية)
- تامير كوهين على موقع Soccerbase.com (لاعب) (الإنجليزية)
- تامير كوهين على موقع Soccerway.com (الإنجليزية)
- تامير كوهين على موقع عالم كرة القدم.نت (الإنجليزية)
- تامير كوهين على موقع كووورة